# Dharamkot
Dharamkot é uma cidade  no distrito de Moga, no estado indiano de Punjab.

## Demografia
Segundo o censo de 2001, Dharamkot tinha uma população de 15,399 habitantes. Os indivíduos do sexo masculino constituem 53% da população e os do sexo feminino 47%. Dharamkot tem uma taxa de literacia de 62%, superior à média nacional de 59.5%: a literacia no sexo masculino é de 65% e no sexo feminino é de 59%. Em Dharamkot, 12% da população está abaixo dos 6 anos de idade.